# ديريك فيليبس (ممثل)
ديريك فيليبس (بالإنجليزية: Derek Phillips)‏ هو ممثل أمريكي، ولد في 18 أبريل 1976 بميامي في الولايات المتحدة.

## وصلات خارجية
- ديريك فيليبس على موقع IMDb (الإنجليزية)
- ديريك فيليبس على موقع قاعدة بيانات الفيلم (الإنجليزية)